# Atom (éditeur de texte)
Pour les articles homonymes, voir Atom.
Atom était un éditeur de texte, maintenant obsolète, libre pour macOS, GNU/Linux et Windows développé par la société GitHub. Depuis fin 2022 une communauté d'utilisateurs porte un projet pour maintenir et faire évoluer le code original sous le nom de Pulsar. Atom prend en charge des plug-ins écrits en Node.js et implémente Git Control. La plupart des extensions sont sous licence libre et sont maintenues par la communauté. Atom est basé sur Chromium et Electron et est écrit en CoffeeScript. Il est aussi utilisé en tant qu’environnement de développement (EDI).

## Caractéristiques
Atom est un éditeur de texte personnalisable à l'aide :
- d'un script d'initialisation écrit en CoffeeScript,
- d'une feuille de style pour personnaliser son apparence,
- d'un keymap pour affecter des combinaisons de touches aux commandes.

## Historique
Atom est développé par GitHub en tant qu'éditeur de texte. 
Facebook, développe les projets Nuclide et Atom IDE pour transformer Atom en un environnement de développement intégré (IDE), mais le développement s'est arrêté en décembre 2018.
En juin 2022 GitHub annonce l'arrêt du projet Atom. 
Depuis fin 2022, un effort de la communauté des utilisateurs vise à maintenir et faire évoluer l'éditeur sous le nom de Pulsar.

## Langages de programmation supportés
Les paquets inclus dans Atom appliquent la coloration syntaxique sur les langages suivants :
- Bourne-Again shell
- C
- C++
- C#
- Clojure
- COBOL
- CSS
- CoffeeScript
- D
- Elixir
- Erlang
- Go
- HTML
- Java
- Javascript
- JSON
- Julia
- Kotlin
- Less
- Make

- Markdown

- Microsoft batch
- Mustache

- Objective-C
- Perl
- PHP
- Liste de propriétés
- Python
- Racket
- Rust
- Ruby on rails
- Sass
- Scala
- script shell
- SQL
- TOML
- TypeScript
- XML

- YAML

Il est toujours possible d'ajouter d'autres langages en installant des paquets créés par la communauté.

## Licence
Initialement, les extensions et tout ce qui ne faisait pas partie du noyau d'Atom étaient distribués sous licence open-source. Le 6 mai 2014, le reste d'Atom, y compris l'application de base, le gestionnaire de paquets d'Atom et l'application de bureau Atom basée sur Chromium et Electron (anciennement Atom Shell) sont mis à disposition en tant que logiciel libre avec une licence MIT.

## Controverses
Par défaut, Atom envoie des statistiques d'utilisation à Google Analytics, associées à la somme SHA-1 de l'adresse MAC de la carte réseau de l'utilisateur, afin de déterminer la performance et les fonctions les plus utilisées du logiciel pour mieux cerner son développement. Cette fonction peut être désactivée par l'utilisateur en désactivant le package "metrics".
De même par défaut, Atom envoie des rapports d'exceptions non reconnues au site web www.bugsnag.com. Ce paquet est intégré au cœur de Atom en 2018,.